# دانشگاه ویتواترسرند
دانشگاه ویتواترسرند (انگلیسی: University of the Witwatersrand) یکدانشگاه پژوهشی چند پردیسی است واقع در مناطق شمالی ژوهانسبورگ مرکزی در آفریقای جنوبی است.